# Pisté
Pisté é uma cidade mexicana na península de Yucatán, a dois quilômetros do sítio arqueológico de Chichén Itzá.